# Мяннику (остановочный пункт)
Мя́ннику (эст. Männiku raudteepeatus) — остановочный пункт в деревне Мяннику на линии Таллин — Рапла — Вильянди/Пярну. Находится на расстоянии 13 км от Балтийского вокзала. Первый остановочный пункт на территории уезда Харьюмаа при следовании с Балтийского вокзала.
На остановке расположен один низкий перрон. На остановке останавливаются все (за исключением скорых) пассажирские поезда юго-западного направления. С Балтийского вокзала до Мяннику поезд идёт 18 минут.